# لی هسیو چین
لی هسیو چین (چینی: 李綉琴؛ زادهٔ ۱۸ اوت ۱۹۹۲) بازیکن فوتبال است.
وی همچنین در تیم‌های ملی فوتبال زنان تایوان بازی کرده‌است.